# 陸上自衛隊航空訓練場
陸上自衛隊航空訓練場（りくじょうじえいたいこうくうくんれんじょう）は、三重県度会郡玉城町にある陸上自衛隊の演習場である。

## 概要
陸上自衛隊航空訓練場は三重県度会郡玉城町蚊野に位置する飛行場である。おもに陸上自衛隊明野駐屯地に駐屯している陸上自衛隊航空学校の所属ヘリコプターが発着訓練をする飛行場である。